# 화치 300E
화치 300E는 기아자동차의 산하 브랜드 화치에서 2017년부터 2020년까지 소형 전기 세단이다.

## 상세
쎄라토의 중국형 영업용 모델인 쎄라토 R을 기반으로 하고 있는 차종이며,기아의 중국시장 합자회사였던 둥펑 위에다 기아에서 2013년 런칭한 브랜드인 화치에서 생산했던 전기자동차이다.  최초공개는 2016년 10월 중국 청두에서 공개되었다. 이후 2020년에 단종되었다. 